# Batrachoseps regius
Batrachoseps regius е вид земноводно от семейство Plethodontidae. Видът е уязвим и сериозно застрашен от изчезване.

## Разпространение
Разпространен е в САЩ.

## Описание
Популацията на вида е стабилна.